# Oratorio di San Bartolomeo (Macugnaga)
L'oratorio di San Bartolomeo è un edificio religioso situato a Stabioli, una frazione del comune di Macugnaga, in provincia del Verbano-Cusio-Ossola e diocesi di Novara; fa parte dell'unità pastorale di Villadossola.

## Storia
Nel 1655 gli abitanti di Stabioli fanno richiesta al vescovo di Novara di poter costruire ex novo un proprio oratorio e di poterlo dedicare a San Bartolomeo, al cui santo c'era una certa devozione in tutta la val d'Ossola. Nel dicembre dello stesso anno ricevono il decreto di assenso dal vicario generale don Pirro Raimondi. Dopo la sua costruzione, nel luglio del 1671 si ha la benedizione rituale in modo da poter effettuar messa dal vicario della Valle Anzasca, don Carlo Brocco, il curato di Ceppo Morelli don Antonio Manarini e il vicecurato di Macugnaga don Bartolomeo de Dominicis. Nel 1691 si ha la visita del vescovo Giovanni Battista Visconti Aicardi che ordina di migliorare e abbellire la costruzione religiosa, inoltre concede la possibilità di costruire un cimitero a fianco dell'oratorio.
Nel 1719 si ha l'edificazione della sacrestia. 
Successivamente l'ancona dell'altare viene arricchita con una cornice lignea dorata barocca rappresentante motivi floreali e foglie. 
Nel 1950 per decreto vescovile la comunità di Stabioli entra a far parte della parrocchia di Pestarena.

## Descrizione
L'oratorio, posizionato verso a oriente, è a pianta rettangolare con un presbiterio quadrato in cui le finestre, poste al di sopra del cornicione nelle lunette della volta, sono semicircolari. Sullo spigolo della facciata è costruito un piccolo campanile.
In fondo alla navata si trova l'altare con la sua ancona, è presente un architrave con appeso il crocifisso. Ai lati dell'altare sono posti due angeli torciferi dorati scolpiti dagli scultori Jachetti. Sopra l'altare è posto un quadro con raffigurati la Beata Vergine S.S. Rosario con due angioletti, il bambin Gesù e i santi Bartolomeo e Giovanni Battista. A lato è posta una pittura rappresentante il martirio di San Bartolomeo apostolo.
Sulle pareti e sul soffitto si possono osservare ornamenti e affreschi in trompe-l'oeil.

## Cappellette votive
A Stabioli sono presenti due cappellette votive: una all'inizio e una alla fine del paese. La seconda cappelletta è ricordata come la Cappella degli Jachetti ed è dedicata alla "Passione di Cristo". È coperta da un tetto di piode. Sul fondo dell'edificio c'è un affresco con il Crocifisso con ai lati la Madonna e San Giovanni e ai piedi la Maddalena; sui muri laterali sono rappresentati a partire da sinistra "l'agonia di Gesù nell'orto di Getsemani" e "la flagellazione" e sulla parete opposta "Cristo alla colonna" e "la salita al calvario portando la croce". Sulla volta del soffitto sono dipinti il "Padre eterno e la Colomba dello Spirito Santo". Gli affreschi sono datati al 1790.